# Paul-Marie Rousset

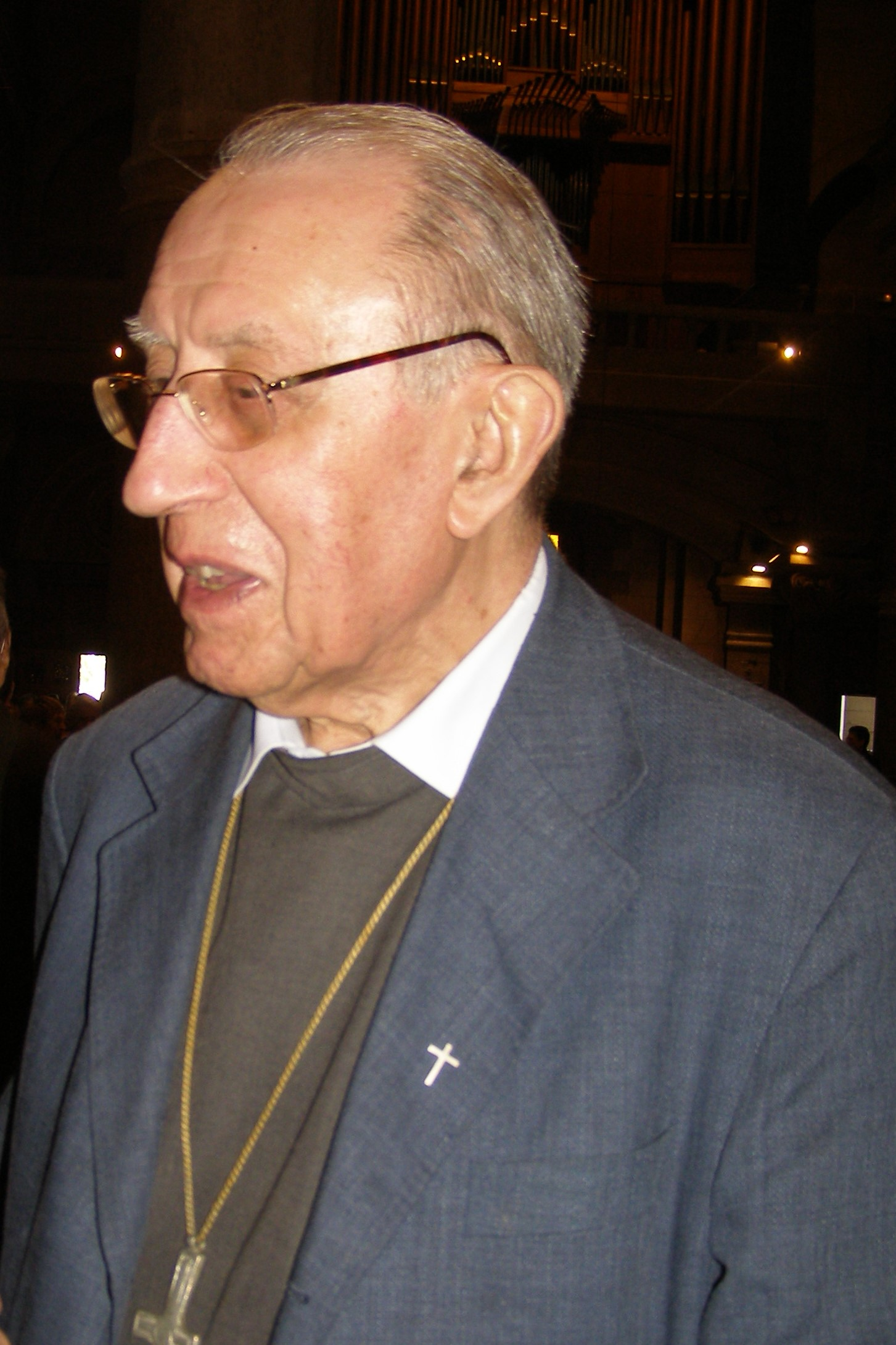
Paul-Marie Rousset, 2011

Paul-Marie François Rousset IdP (* 27. August 1921 in Grièges; † 9. Januar 2016 in Bourg-en-Bresse, Frankreich) war ein französischer Geistlicher und römisch-katholischer Bischof von Saint-Etienne.

## Leben
Paul-Marie François Rousset trat dem Säkularinstitut Istituto del Prado bei und empfing am 24. Februar 1945 die Priesterweihe. Nachdem er ab 1948 als Buchhalter und Lehrer am Priesterseminar des Bistums Belley tätig gewesen war, wurde er 1958 Generalvikar dieser Diözese.
Papst Paul VI. ernannte ihn am 24. Januar 1966 zum Weihbischof in Lyon und Titularbischof von Utimma. Der Bischof von Belley, René-Fernand-Eugène Fourrey, spendete ihm am 6. März desselben Jahres die Bischofsweihe; Mitkonsekratoren waren die Weihbischöfe in Lyon Marius-Félix-Antoine Maziers und Alfred-Jean-Félix Ancel.
Paul VI. ernannte ihn am 23. Februar 1971 zum ersten Bischof des neugegründeten Bistums Saint-Étienne. Am 28. September 1987 nahm Papst Johannes Paul II. seinen Rücktritt aus gesundheitlichen Gründen an. Anschließend war er als Pfarrer im Bistum Belley-Ars tätig, ehe er sich 1997 völlig in den Ruhestand zurückzog. Er starb im Januar 2016 im Alter von 94 Jahren.